# Super Prestige Pernod 1976
Le Super Prestige Pernod 1976 est la 18e édition du Super Prestige Pernod, un trophée du Challenge Pernod récompensant le meilleur cycliste sur route de l'année. Le classement est établi sur la base de points attribués lors des plus prestigieuses épreuves de la saison cycliste. Eddy Merckx en est le septuple tenant du titre (éditions 1969 à 1975).

## Épreuves
Le Challenge Pernod 1976 comporte 21 épreuves, dont 12 courses d'un jour et 9 courses à étapes. Par rapport à l'année précédente, le Grand Prix de Zurich disparait, au profit de l'Amstel Gold Race et de la Flèche Wallonne. Parmi les 12 courses d'un jour, on compte 10 courses en ligne classiques, 1 course en ligne avec derny (Bordeaux-Paris), et 1 contre-la-montre individuel (le Grand Prix des Nations). Le Tour d'Espagne, le Tour de Romandie et les Quatre Jours de Dunkerque se déroulent simultanément. Bordeaux-Paris, le Critérium du Dauphiné Libéré et le Grand Prix du Midi libre ont lieu pendant le Tour d'Italie.
| Course                       | Pays     | 1er | 2e | 3e | 4e | 5e | 6e | 7e | 8e | 9e | 10e | 11e | 12e |
| ---------------------------- | -------- | --- | -- | -- | -- | -- | -- | -- | -- | -- | --- | --- | --- |
| Paris-Nice                   | France   | 55  | 35 | 20 | 10 | 5  |    |    |    |    |     |     |     |
| Milan-San Remo               | Italie   | 60  | 40 | 30 | 20 | 15 | 10 | 8  | 6  | 5  | 4   |     |     |
| Semaine catalane             | Espagne  | 40  | 20 | 10 | 4  |    |    |    |    |    |     |     |     |
| Amstel Gold Race             | Pays-Bas | 40  | 20 | 12 | 9  | 7  | 5  | 3  | 2  |    |     |     |     |
| Tour des Flandres            | Belgique | 60  | 40 | 30 | 20 | 15 | 10 | 8  | 6  | 5  | 4   |     |     |
| Paris-Roubaix                | France   | 65  | 45 | 35 | 25 | 20 | 15 | 10 | 8  | 6  | 5   |     |     |
| Flèche Wallonne              | Belgique | 45  | 25 | 15 | 10 | 8  | 6  | 4  | 3  |    |     |     |     |
| Liège-Bastogne-Liège         | Belgique | 45  | 25 | 15 | 10 | 8  | 6  | 4  | 3  |    |     |     |     |
| Tour d'Espagne               | Espagne  | 70  | 40 | 30 | 20 | 10 | 6  | 4  |    |    |     |     |     |
| Tour de Romandie             | Suisse   | 40  | 20 | 10 | 4  |    |    |    |    |    |     |     |     |
| Quatre Jours de Dunkerque    | France   | 50  | 30 | 15 | 5  |    |    |    |    |    |     |     |     |
| Tour d'Italie                | Italie   | 75  | 50 | 40 | 35 | 25 | 20 | 15 | 10 | 5  |     |     |     |
| Bordeaux-Paris               | France   | 60  | 35 | 20 |    |    |    |    |    |    |     |     |     |
| Critérium du Dauphiné Libéré | France   | 55  | 35 | 20 | 10 | 5  |    |    |    |    |     |     |     |
| Grand Prix du Midi libre     | France   | 50  | 30 | 15 | 5  |    |    |    |    |    |     |     |     |
| Tour de France               | France   | 110 | 70 | 60 | 50 | 45 | 40 | 35 | 30 | 25 | 22  | 20  | 18  |
| Championnats du monde        | Italie   | 70  | 40 | 30 |    |    |    |    |    |    |     |     |     |
| Paris-Bruxelles              | Belgique | 50  | 30 | 20 | 12 | 9  | 7  | 6  | 5  | 4  | 3   |     |     |
| Paris-Tours                  | France   | 60  | 40 | 30 | 20 | 15 | 10 | 8  | 6  | 5  | 4   |     |     |
| Grand Prix des Nations       | France   | 65  | 40 | 30 | 20 | 15 | 10 | 6  |    |    |     |     |     |
| Tour de Lombardie            | Italie   | 60  | 40 | 30 | 20 | 15 | 10 | 8  | 6  | 5  | 4   |     |     |

## Dotation
Les prix suivants sont accordés aux 5 premiers du classement général à l'issue de la saison :
| Rang | Prix en francs |
| 1er  | 35 000         |
| 2e   | 20 000         |
| 3e   | 10 000         |
| 4e   | 6 000          |
| 5e   | 4 000          |
| ---- | -------------- |

## Résultats
| #  | Date               | Course                       | Vainqueur          | Deuxième                 | Troisième          |
| -- | ------------------ | ---------------------------- | ------------------ | ------------------------ | ------------------ |
| 1  | 7-14 mars          | Paris-Nice                   | Michel Laurent     | Hennie Kuiper            | Luis Ocaña         |
| 2  | 19 mars            | Milan-San Remo               | Eddy Merckx        | Jean-Luc Vandenbroucke , | Wladimiro Panizza  |
| 3  | 22-26 mars         | Semaine catalane             | Eddy Merckx        | Gonzalo Aja              | Giuseppe Perletto  |
| 4  | 27 mars            | Amstel Gold Race             | Freddy Maertens    | Jan Raas                 | Luc Leman          |
| 5  | 4 avril            | Tour des Flandres            | Walter Planckaert  | Francesco Moser          | Marc Demeyer       |
| 6  | 11 avril           | Paris-Roubaix                | Marc Demeyer       | Francesco Moser          | Roger De Vlaeminck |
| 7  | 15 avril           | Flèche wallonne              | Joop Zoetemelk     | Frans Verbeeck           | Freddy Maertens    |
| 8  | 18 avril           | Liège-Bastogne-Liège         | Joseph Bruyère     | Freddy Maertens          | Frans Verbeeck     |
| 9  | 27 avril-16 mai    | Tour d'Espagne               | José Pesarrodona   | Luis Ocaña               | José Nazábal       |
| 10 | 4-9 mai            | Tour de Romandie             | Johan De Muynck    | Roger De Vlaeminck       | Eddy Merckx        |
| 11 | 5-9 mai            | Quatre Jours de Dunkerque    | Freddy Maertens    | Jean-Pierre Danguillaume | Roger Legeay       |
| 12 | 21 mai-12 juin     | Tour d'Italie                | Felice Gimondi     | Johan De Muynck          | Fausto Bertoglio   |
| 13 | 23 mai             | Bordeaux-Paris               | Walter Godefroot   | Herman Van Springel      | André Chalmel      |
| 14 | 24-31 mai          | Critérium du Dauphiné Libéré | Bernard Thévenet   | Vicente Lopez-Carril     | Raymond Delisle    |
| 15 | 10-13 juin         | Grand Prix du Midi libre     | Alain Meslet       | Lucien Van Impe          | Bernard Hinault    |
| 16 | 24 juin-18 juillet | Tour de France               | Lucien Van Impe    | Joop Zoetemelk           | Raymond Poulidor   |
| 17 | 5 septembre        | Championnats du monde        | Freddy Maertens    | Francesco Moser          | Tino Conti         |
| 18 | 22 septembre       | Paris-Bruxelles              | Felice Gimondi     | Hennie Kuiper            | Antoon Houbrechts  |
| 19 | 26 septembre       | Paris-Tours                  | Ronald De Witte    | Raymond Poulidor         | Robert Bouloux     |
| 20 | 3 octobre          | Grand Prix des Nations       | Freddy Maertens    | Roy Schuiten             | Joop Zoetemelk     |
| 21 | 9 octobre          | Tour de Lombardie            | Roger De Vlaeminck | Bernard Thévenet         | Wladimiro Panizza  |

## Classement final
Freddy Maertens remporte largement cette édition du trophée Super Prestige Pernod devant Francesco Moser et Joop Zoetemelk. Il met ainsi fin au règne d'Eddy Merckx, qui malgré un bon début de saison avec des victoires à Milan-San Remo et à la Semaine Catalane, ira ensuite de désillusions en désillusions en cette année 1976. Après une première victoire à l'Amstel Gold Race, Freddy Maertens prend la tête du classement à Eddy Merckx lors de sa victoire aux Quatre Jours de Dunkerque. Il assure définitivement sa première place grâce à ses victoires aux Championnats du monde puis au Grand Prix des Nations.
| Rang | Coureur            | Équipe                 | Points |
| ---- | ------------------ | ---------------------- | ------ |
| 1    | Freddy Maertens    | Flandria-Velda         | 332    |
| 2    | Francesco Moser    | Sanson-Benotto         | 175    |
| 3    | Joop Zoetemelk     | Gan-Mercier-Hutchinson | 170    |
| 4    | Eddy Merckx        | Molteni-Campagnolo     | 151    |
| 5    | Lucien Van Impe    | Gitane-Campagnolo      | 145    |
| 6    | Roger De Vlaeminck | Brooklyn               | 141    |
| 7    | Raymond Poulidor   | Gan-Mercier-Hutchinson | 129    |
| 8    | Felice Gimondi     | Bianchi-Campagnolo     | 125    |
| 9    | Hennie Kuiper      | TI-Raleigh-Campagnolo  | 111    |
| 10   | Walter Godefroot   | IJsboerke-Colnago      | 105    |

|                              | Freddy Maertens | Francesco Moser | Joop Zoetemelk | Eddy Merckx | Lucien Van Impe | Roger De Vlaeminck | Raymond Poulidor | Felice Gimondi | Hennie Kuiper | Walter Godefroot |
| Paris-Nice                   | 10              |                 |                |             |                 |                    |                  |                | 35            |                  |
| Milan-San Remo               |                 | 5               |                | 60          |                 | 6                  |                  |                |               | 4                |
| Semaine Catalane             |                 |                 |                | 40          |                 |                    |                  |                |               |                  |
| Amstel Gold Race             | 40              |                 | 5              |             |                 |                    |                  |                | 7             |                  |
| Tour des Flandres            | 15              | 40              |                |             |                 | 20                 |                  |                |               | 6                |
| Paris-Roubaix                |                 | 45              |                | 15          |                 | 35                 |                  |                | 25            | 20               |
| Flèche Wallonne              | 15              |                 | 45             | 10          |                 |                    |                  |                |               | 8                |
| Liège-Bastogne-Liège         | 25              |                 |                | 6           |                 |                    | 3                |                | 8             |                  |
| Tour d'Espagne               |                 |                 |                |             |                 |                    |                  |                | 6             |                  |
| Tour de Romandie             |                 |                 |                | 10          |                 | 20                 |                  |                |               |                  |
| Quatre Jours de Dunkerque    | 50              |                 |                |             |                 |                    |                  |                |               |                  |
| Tour d'Italie                |                 | 35              |                | 10          |                 |                    |                  | 75             |               |                  |
| Bordeaux-Paris               |                 |                 |                |             |                 |                    |                  |                |               | 60               |
| Critérium du Dauphiné Libéré |                 |                 |                |             | 5               |                    |                  |                |               |                  |
| Grand Prix du Midi libre     |                 |                 |                |             | 30              |                    | 5                |                |               |                  |
| Tour de France               | 30              |                 | 70             |             | 110             |                    | 60               |                |               |                  |
| Championnats du monde        | 70              | 40              |                |             |                 |                    |                  |                |               |                  |
| Paris-Bruxelles              | 12              |                 |                |             |                 |                    |                  | 50             | 30            | 7                |
| Paris-Tours                  |                 |                 |                |             |                 |                    | 40               |                |               |                  |
| Grand Prix des Nations       | 65              |                 | 30             |             |                 |                    | 6                |                |               |                  |
| Tour de Lombardie            |                 | 10              | 20             |             |                 | 60                 | 15               |                |               |                  |